# Élections législatives de 2017 dans la Manche
Les élections législatives françaises de 2017 ont lieu les 11 et 18 juin 2017. Dans le département de la Manche, quatre députés sont à élire dans le cadre de quatre circonscriptions.

## Élus
| Circonscription                                                                                                  | Député sortant                                              | Parti | Parti | Député élu ou réélu | Parti | Parti      |
| --- | ----------------------------------------------------------- | ----- | ----- | ------------------- | ----- | ---------- |
| 1re | Philippe Gosselin                                           |       | LR    | Philippe Gosselin   |       | LR         |
| 2e | Guénhaël Huet                                               |       | LR    | Bertrand Sorre      |       | LREM       |
| 3e | Stéphane Travert**                                          |       | PS    | Stéphane Travert    |       | LREM       |
| 4e | Geneviève Gosselin-Fleury* suppléante de Bernard Cazeneuve* |       | PS    | Sonia Krimi         |       | LREM diss. |
| * député sortant ne se représentant pas en 2017 ** député PS sortant se représentant en 2017 sous étiquette LREM |                                                             |       |       |                     |       |            |

## Rappel des résultats départementaux des élections de 2012
| Parti          | Parti                             | Premier tour | Premier tour | Second tour | Second tour | Sièges |
| Parti          | Parti                             | Voix         | %            | Voix        | %           | Sièges |
| -------------- | --------------------------------- | ------------ | ------------ | ----------- | ----------- | ------ |
|                | Parti socialiste                  | 70 030       | 31,85        | 56 797      | 34,29       | 2      |
|                | Parti radical de gauche           | 9 449        | 4,30         | 20 586      | 12,43       | 0      |
|                | Divers gauche dont MRC            | 7 839        | 3,56         |             |             | 0      |
|                | Europe Écologie Les Verts         | 6 975        | 3,17         | 0           |             |        |
|                | Majorité présidentielle           | 94 293       | 42,88        | 77 383      | 46,71       | 2      |
|                |                                   |              |              |             |             |        |
|                | Union pour un mouvement populaire | 78 555       | 35,72        | 88 277      | 53,29       | 2      |
|                | Divers droite dont DLR et PCD     | 4 599        | 2,09         |             |             | 0      |
|                | Alliance centriste                | 1 993        | 0,91         | 0           |             |        |
|                | Droite parlementaire              | 85 147       | 38,72        | 88 277      | 53,29       | 2      |
|                |                                   |              |              |             |             |        |
|                | Front national                    | 22 682       | 10,31        |             |             | 0      |
|                | Front de gauche                   | 8 209        | 3,73         | 0           |             |        |
|                | Extrême droite                    | 1 665        | 0,76         | 0           |             |        |
|                | Extrême gauche dont LO et NPA     | 1 560        | 0,71         | 0           |             |        |
|                | Divers écologiste dont AÉI        | 583          | 0,27         | 0           |             |        |
|                | Divers                            | 115          | 0,05         | 0           |             |        |
|                |                                   |              |              |             |             |        |
| Inscrits       | Inscrits                          | 375 676      | 100,00       | 286 975     | 100,00      | 4      |
| Abstentions    | Abstentions                       | 152 062      | 40,48        | 115 870     | 40,38       |        |
| Votants        | Votants                           | 223 614      | 59,52        | 171 105     | 59,62       |        |
| Blancs et nuls | Blancs et nuls                    | 3 719        | 1,66         | 5 445       | 3,18        |        |
| Exprimés       | Exprimés                          | 219 895      | 98,34        | 165 660     | 96,82       |        |

## Résultats

### Résultats à l'échelle du département
|                                            |                           |                           |                           |                          |                          |
|                                            |                           | Premier tour 11 juin 2017 | Premier tour 11 juin 2017 | Second tour 18 juin 2017 | Second tour 18 juin 2017 |
|                                            |                           |                           |                           |                          |                          |
|                                            |                           | Nombre                    | % des inscrits            | Nombre                   | % des inscrits           |
| Inscrits                                   | Inscrits                  | 378 987                   | 100,00                    | 378 922                  | 100,00                   |
| Abstentions                                | Abstentions               | 180 391                   | 47,60                     | 213 135                  | 56,25                    |
| Votants                                    | Votants                   | 198 596                   | 52,40                     | 165 787                  | 43,75                    |
|                                            |                           |                           | % des votants             |                          | % des votants            |
| Bulletins blancs                           | Bulletins blancs          | 3 314                     | 1,67                      | 12 387                   | 7,47                     |
| Bulletins nuls                             | Bulletins nuls            | 1 072                     | 0,54                      | 4 592                    | 2,77                     |
| Suffrages exprimés                         | Suffrages exprimés        | 194 210                   | 97,79                     | 148 808                  | 89,76                    |
|                                            |                           |                           |                           |                          |                          |
| Étiquette politique                        | Étiquette politique       | Voix                      | % des exprimés            | Voix                     | % des exprimés           |
|                                            |                           |                           |                           |                          |                          |
|                                            | La République en marche   | 74 531                    | 38,38                     | 82 159                   | 55,21                    |
|                                            | Les Républicains          | 43 260                    | 22,27                     | 51 013                   | 34,28                    |
|                                            | Front national            | 22 904                    | 11,79                     |                          |                          |
|                                            | La France insoumise       | 17 306                    | 8,91                      |                          |                          |
|                                            | Divers                    | 8 833                     | 4,55                      | 15 636                   | 10,51                    |
|                                            | Parti socialiste          | 8 009                     | 4,12                      |                          |                          |
|                                            | Écologiste                | 7 818                     | 4,03                      |                          |                          |
|                                            | Parti communiste français | 5 669                     | 2,92                      |                          |                          |
|                                            | Extrême droite            | 2 010                     | 1,03                      |                          |                          |
|                                            | Divers gauche             | 1 865                     | 0,96                      |                          |                          |
|                                            | Extrême gauche            | 1 459                     | 0,75                      |                          |                          |
|                                            | Divers droite             | 546                       | 0,28                      |                          |                          |
| Source : Ministère de l'Intérieur - Manche |                           |                           |                           |                          |                          |

### Résultats par circonscription

#### Première circonscription
Député sortant : Philippe Gosselin (Les Républicains).
|                                                                           |                                                                                            |                           |                           |                          |                          |
|                                                                           |                                                                                            | Premier tour 11 juin 2017 | Premier tour 11 juin 2017 | Second tour 18 juin 2017 | Second tour 18 juin 2017 |
|                                                                           |                                                                                            |                           |                           |                          |                          |
|                                                                           |                                                                                            | Nombre                    | % des inscrits            | Nombre                   | % des inscrits           |
| Inscrits                                                                  | Inscrits                                                                                   | 86 934                    | 100,00                    | 86 929                   | 100,00                   |
| Abstentions                                                               | Abstentions                                                                                | 41 023                    | 47,19                     | 45 777                   | 52,66                    |
| Votants                                                                   | Votants                                                                                    | 45 911                    | 52,81                     | 41 152                   | 47,34                    |
|                                                                           |                                                                                            |                           | % des votants             |                          | % des votants            |
| Bulletins blancs                                                          | Bulletins blancs                                                                           | 631                       | 1,37                      | 2 180                    | 5,30                     |
| Bulletins nuls                                                            | Bulletins nuls                                                                             | 205                       | 0,45                      | 799                      | 1,94                     |
| Suffrages exprimés                                                        | Suffrages exprimés                                                                         | 45 075                    | 98,18                     | 38 173                   | 92,76                    |
|                                                                           |                                                                                            |                           |                           |                          |                          |
| Étiquette politique                                                       | Étiquette politique                                                                        | Voix                      | % des exprimés            | Voix                     | % des exprimés           |
|                                                                           |                                                                                            |                           |                           |                          |                          |
|                                                                           | Benoîte Nouet La République en marche                                                      | 15 936                    | 35,35                     | 18 130                   | 47,49                    |
|                                                                           | Philippe Gosselin (député sortant) Les Républicains (Union des démocrates et indépendants) | 13 894                    | 30,82                     | 20 043                   | 52,51                    |
|                                                                           | Franck Simon Front national                                                                | 5 258                     | 11,67                     |                          |                          |
|                                                                           | Aurélien Marion La France insoumise                                                        | 3 753                     | 8,33                      |                          |                          |
|                                                                           | Clémence Maulat Parti socialiste                                                           | 2 421                     | 5,37                      |                          |                          |
|                                                                           | Jérôme Virlouvet Europe Écologie Les Verts                                                 | 1 714                     | 3,80                      |                          |                          |
|                                                                           | Corinne Vautier Parti communiste français                                                  | 733                       | 1,63                      |                          |                          |
|                                                                           | Lionel Carau Extrême droite (Parti de la France)                                           | 554                       | 1,23                      |                          |                          |
|                                                                           | Olivia Lewi Lutte ouvrière                                                                 | 304                       | 0,67                      |                          |                          |
|                                                                           | David Guillaume Divers (Union populaire républicaine)                                      | 300                       | 0,67                      |                          |                          |
|                                                                           | Philippe Reto Divers gauche (Mouvement républicain et citoyen)                             | 208                       | 0,46                      |                          |                          |
| Source : Ministère de l'Intérieur - Première circonscription de la Manche |                                                                                            |                           |                           |                          |                          |

#### Deuxième circonscription
Député sortant : Guénhaël Huet (Les Républicains).
|                                                                           |                                                                                        |                           |                           |                          |                          |
|                                                                           |                                                                                        | Premier tour 11 juin 2017 | Premier tour 11 juin 2017 | Second tour 18 juin 2017 | Second tour 18 juin 2017 |
|                                                                           |                                                                                        |                           |                           |                          |                          |
|                                                                           |                                                                                        | Nombre                    | % des inscrits            | Nombre                   | % des inscrits           |
| Inscrits                                                                  | Inscrits                                                                               | 95 491                    | 100,00                    | 95 484                   | 100,00                   |
| Abstentions                                                               | Abstentions                                                                            | 43 173                    | 45,21                     | 49 159                   | 51,48                    |
| Votants                                                                   | Votants                                                                                | 52 318                    | 54,79                     | 46 325                   | 48,52                    |
|                                                                           |                                                                                        |                           | % des votants             |                          | % des votants            |
| Bulletins blancs                                                          | Bulletins blancs                                                                       | 871                       | 1,66                      | 2 498                    | 5,39                     |
| Bulletins nuls                                                            | Bulletins nuls                                                                         | 341                       | 0,65                      | 890                      | 1,92                     |
| Suffrages exprimés                                                        | Suffrages exprimés                                                                     | 51 106                    | 97,68                     | 42 937                   | 92,69                    |
|                                                                           |                                                                                        |                           |                           |                          |                          |
| Étiquette politique                                                       | Étiquette politique                                                                    | Voix                      | % des exprimés            | Voix                     | % des exprimés           |
|                                                                           |                                                                                        |                           |                           |                          |                          |
|                                                                           | Bertrand Sorre La République en marche                                                 | 22 954                    | 44,91                     | 26 191                   | 61,00                    |
|                                                                           | Guénhaël Huet (député sortant) Les Républicains (Union des démocrates et indépendants) | 13 929                    | 27,26                     | 16 746                   | 39,00                    |
|                                                                           | Marie-Françoise Kurdziel Front national                                                | 5 038                     | 9,86                      |                          |                          |
|                                                                           | Patrick Grimbert La France insoumise                                                   | 3 236                     | 6,33                      |                          |                          |
|                                                                           | Miloud Mansour Parti communiste français (Front de gauche)                             | 1 610                     | 3,15                      |                          |                          |
|                                                                           | Nicolas Ferreira Divers gauche (Parti socialiste)                                      | 1 542                     | 3,02                      |                          |                          |
|                                                                           | Sophie Nicklaus Europe Écologie Les Verts                                              | 1 290                     | 2,52                      |                          |                          |
|                                                                           | Amélia Bertrand Divers (Union populaire républicaine)                                  | 411                       | 0,80                      |                          |                          |
|                                                                           | Laurence Derrey Lutte ouvrière                                                         | 371                       | 0,73                      |                          |                          |
|                                                                           | Quentin Douté Extrême droite (Parti de la France)                                      | 312                       | 0,61                      |                          |                          |
|                                                                           | Jean-François Hème Écologiste (Mouvement 100 %)                                        | 298                       | 0,58                      |                          |                          |
|                                                                           | Régis Breux Divers gauche (Parti de la démondialisation)                               | 115                       | 0,23                      |                          |                          |
| Source : Ministère de l'Intérieur - Deuxième circonscription de la Manche |                                                                                        |                           |                           |                          |                          |

#### Troisième circonscription
Député sortant : Stéphane Travert (Parti socialiste).
|                                                                            |                                                           |                           |                           |                          |                          |
|                                                                            |                                                           | Premier tour 11 juin 2017 | Premier tour 11 juin 2017 | Second tour 18 juin 2017 | Second tour 18 juin 2017 |
|                                                                            |                                                           |                           |                           |                          |                          |
|                                                                            |                                                           | Nombre                    | % des inscrits            | Nombre                   | % des inscrits           |
| Inscrits                                                                   | Inscrits                                                  | 107 848                   | 100,00                    | 107 802                  | 100,00                   |
| Abstentions                                                                | Abstentions                                               | 51 358                    | 47,62                     | 60 945                   | 56,53                    |
| Votants                                                                    | Votants                                                   | 56 490                    | 52,38                     | 46 857                   | 43,47                    |
|                                                                            |                                                           |                           | % des votants             |                          | % des votants            |
| Bulletins blancs                                                           | Bulletins blancs                                          | 1 150                     | 2,04                      | 3 498                    | 7,47                     |
| Bulletins nuls                                                             | Bulletins nuls                                            | 312                       | 0,55                      | 1 325                    | 2,83                     |
| Suffrages exprimés                                                         | Suffrages exprimés                                        | 55 028                    | 97,41                     | 42 034                   | 89,71                    |
|                                                                            |                                                           |                           |                           |                          |                          |
| Étiquette politique                                                        | Étiquette politique                                       | Voix                      | % des exprimés            | Voix                     | % des exprimés           |
|                                                                            |                                                           |                           |                           |                          |                          |
|                                                                            | Stéphane Travert (député sortant) La République en marche | 25 422                    | 46,20                     | 27 810                   | 66,16                    |
|                                                                            | Jean-Manuel Cousin Les Républicains                       | 10 421                    | 18,94                     | 14 224                   | 33,84                    |
|                                                                            | Carmen Masson Front national                              | 6 928                     | 12,59                     |                          |                          |
|                                                                            | Bernard Rebolle La France insoumise                       | 5 743                     | 10,44                     |                          |                          |
|                                                                            | Laurent Huet Europe Écologie Les Verts                    | 2 933                     | 5,33                      |                          |                          |
|                                                                            | Chantal Tambour Parti communiste français (Ensemble !)    | 1 678                     | 3,05                      |                          |                          |
|                                                                            | Hermann Le Rachinel Extrême droite (Parti de la France)   | 869                       | 1,58                      |                          |                          |
|                                                                            | Quentin Hoerner Divers (Union populaire républicaine)     | 564                       | 1,02                      |                          |                          |
|                                                                            | Thi Mai Tram Tran Lutte ouvrière                          | 470                       | 0,85                      |                          |                          |
| Source : Ministère de l'Intérieur - Troisième circonscription de la Manche |                                                           |                           |                           |                          |                          |

#### Quatrième circonscription
Député sortant : Geneviève Gosselin-Fleury (Parti socialiste).
|                                                                            |                                                                      |                           |                           |                          |                          |
|                                                                            |                                                                      | Premier tour 11 juin 2017 | Premier tour 11 juin 2017 | Second tour 18 juin 2017 | Second tour 18 juin 2017 |
|                                                                            |                                                                      |                           |                           |                          |                          |
|                                                                            |                                                                      | Nombre                    | % des inscrits            | Nombre                   | % des inscrits           |
| Inscrits                                                                   | Inscrits                                                             | 88 714                    | 100,00                    | 88 707                   | 100,00                   |
| Abstentions                                                                | Abstentions                                                          | 44 837                    | 50,54                     | 57 254                   | 64,54                    |
| Votants                                                                    | Votants                                                              | 43 877                    | 49,46                     | 31 453                   | 35,46                    |
|                                                                            |                                                                      |                           | % des votants             |                          | % des votants            |
| Bulletins blancs                                                           | Bulletins blancs                                                     | 662                       | 1,51                      | 4 211                    | 13,39                    |
| Bulletins nuls                                                             | Bulletins nuls                                                       | 214                       | 0,49                      | 1 578                    | 5,02                     |
| Suffrages exprimés                                                         | Suffrages exprimés                                                   | 43 001                    | 98,00                     | 25 664                   | 81,59                    |
|                                                                            |                                                                      |                           |                           |                          |                          |
| Étiquette politique                                                        | Étiquette politique                                                  | Voix                      | % des exprimés            | Voix                     | % des exprimés           |
|                                                                            |                                                                      |                           |                           |                          |                          |
|                                                                            | Blaise Mistler La République en marche                               | 10 219                    | 23,76                     | 10 028                   | 39,07                    |
|                                                                            | Sonia Krimi Divers (La République en marche diss.)                   | 7 261                     | 16,89                     | 15 636                   | 60,93                    |
|                                                                            | Jean-Jacques Noël Front national                                     | 5 680                     | 13,21                     |                          |                          |
|                                                                            | Arnaud Catherine Parti socialiste                                    | 5 588                     | 13,00                     |                          |                          |
|                                                                            | Sophie Guyon Les Républicains (Union des démocrates et indépendants) | 5 016                     | 11,66                     |                          |                          |
|                                                                            | Yvonne Pecoraro La France insoumise                                  | 4 574                     | 10,64                     |                          |                          |
|                                                                            | Valérie Varenne Parti communiste français (Front de gauche)          | 1 648                     | 3,83                      |                          |                          |
|                                                                            | Jean-Sébastien Hederer Europe Écologie Les Verts                     | 1 583                     | 3,68                      |                          |                          |
|                                                                            | Abdelkader Benramdane Lutte ouvrière                                 | 314                       | 0,73                      |                          |                          |
|                                                                            | Marc Blin Divers (Union populaire républicaine)                      | 297                       | 0,69                      |                          |                          |
|                                                                            | Stanislas Guérin Divers droite (577-Les Indépendants)                | 293                       | 0,68                      |                          |                          |
|                                                                            | Odile Drougard Extrême droite (Parti de la France)                   | 275                       | 0,64                      |                          |                          |
|                                                                            | Sylvie Dhiver Divers droite (Parti chrétien-démocrate)               | 253                       | 0,59                      |                          |                          |
| Source : Ministère de l'Intérieur - Quatrième circonscription de la Manche |                                                                      |                           |                           |                          |                          |